# Tototlmimus
Tototlmimus („napodobitel ptáka“), byl rod ornitomimosaura ("pštrosího" dinosaura), který žil asi před 72 miliony let (pozdní křída) na území dnešního severozápadního Mexika (stát Sonora).

## Popis
Byl to všežravý ornitomimidní („pštrosí“) dinosaurus střední velikosti, vzdáleně příbuzný rodům Ornithomimus a Struthiomimus. Známý je z nekompletní, relativně dobře zachované kostry bez lebky. Tototlmimus byl objeven v sedimentech souvrství Packard, náležející do geologického stupně kampán. V roce 2016 jej popsal tým mexických paleontologů pod vedením Claudie Ines Serrano Brañas. Holotyp nese označení ERNO 8553. Rodové jméno vychází z místního jazyka nahuatl, v němž slovo „tototl“ znamená „pták“.
Patrně se jednalo o velmi rychle se pohybujícího dinosaura, schopného běžet rychlostí přinejmenším přes 50 km/h.